# Orthochromis mazimeroensis
Orthochromis mazimeroensis е вид лъчеперка от семейство Цихлиди (Cichlidae). Видът е застрашен от изчезване.

## Разпространение
Разпространен е в Бурунди и Танзания.